# Ebersmunster
 Ebersmunster (en alsacià Awerschmínster) és un municipi francès, situat a la regió del Gran Est, al departament del Baix Rin. L'any 1999 tenia 435 habitants.
Forma part del cantó de Sélestat, del districte de Sélestat-Erstein i de la Comunitat de comunes de Sélestat.

## Demografia
| 1962 | 1968 | 1975 | 1982 | 1990 | 1999 |
| ---- | ---- | ---- | ---- | ---- | ---- |
| 409  | 436  | 407  | 434  | 445  | 435  |

## Administració
| Període   | Identitat          | Partit |
| --------- | ------------------ | ------ |
| 2001-2008 | Paul Heiligenstein |        |
| 2008-     | Sylvie Hirtz       |        |